# Master of Puppets: Remastered
Master of Puppets: Remastered – album nagrany przez muzyków ośmiu różnych zespołów w hołdzie amerykańskiej grupie Metallica.
Nad nagrywaniem płyty czuwał magazyn Kerrang!. Album pojawił się w sklepach 5 kwietnia 2006 roku wraz z aktualnym numerem magazynu. Płyta nigdy nie była i obecnie też nie jest dostępna w sprzedaży. Na krążku znalazły się wszystkie utwory z albumu zespołu Metallica, Master of Puppets nagrane na nowo w stylu charakterystycznym dla każdego z tych ośmiu zespołów. Niektóre z tych grup zamieściły swoje covery na własnych studyjnych płytach. Album nagrano dla uczczenia dwudziestolecia nagrania tego albumu przez Metallikę. Muzyka zarejestrowana na tym albumie trwa 53 minuty i 23 sekundy.

## Lista utworów
1. "Battery" (Machine Head) – 5:01
2. "Master of Puppets" (Trivium) – 8:07
3. "The Thing That Should Not Be" (Mendeed) – 6:38
4. "Welcome Home (Sanitarium)" (Bullet for My Valentine) – 6:12
5. "Disposable Heroes" (Chimaira) – 8:18
6. "Leper Messiah" (Fightstar) – 5:39
7. "Orion" (Mastodon) – 8:24
8. "Damage, Inc." (Funeral for a Friend) – 5:04